# Municipio de Taylor (condado de Owen)
El municipio de Taylor (en inglés: Taylor Township) es un municipio ubicado en el condado de Owen en el estado estadounidense de Indiana. En el año 2010 tenía una población de 1020 habitantes y una densidad poblacional de 19,82 personas por km².

## Geografía
El municipio de Taylor se encuentra ubicado en las coordenadas 39°26′15″N 86°44′16″O / 39.43750, -86.73778. Según la Oficina del Censo de los Estados Unidos, el municipio tiene una superficie total de 51.45 km², de la cual 51,21 km² corresponden a tierra firme y (0,46 %) 0,24 km² es agua.

## Demografía
Según el censo de 2010, había 1020 personas residiendo en el municipio de Taylor. La densidad de población era de 19,82 hab./km². De los 1020 habitantes, el municipio de Taylor estaba compuesto por el 99,71 % blancos, el 0,1 % eran amerindios, el 0,1 % eran de otras razas y el 0,1 % eran de una mezcla de razas. Del total de la población el 0,2 % eran hispanos o latinos de cualquier raza.